# チェチェン島
チェチェン島(チェチェンとう、ロシア語: Остров Чечень)は、カスピ海西岸沖にある島。
アグラハン半島北端の沖にある。ロシア領でダゲスタン共和国に属する。
島は長さ12km、幅は最大5km、全周35km。
周辺の島とともにチェチェン諸島と呼ばれる。島々および半島は浅い水路で隔てられているだけであり、いずれも砂質である。